# 日本食ブーム
日本食ブーム（にほんしょくブーム）とは、日本食レストランが世界各地で急増し、日本食が健康的で理想的な食生活スタイルとして注目を集めている状態のこと。
日本食レストラン店舗数は、2006年11月の日本の農林水産省資料によれば、北米10,000店、その他15,000ないし20,000店、合計25,000ないし30,000店を数える。

## 日本食レストランとはなにか
日本食レストランはJapanese Restaurantの日本語訳で、日本以外の諸国・地域においてJapanese cuisineまたはJapanese foodを提供するレストランを指す。日本国内では和食という括りになることが多く、敢えて日本食レストランという用語が使われることはない。ここで言うところの日本食とは、日本料理・和食よりも料理の範囲が幅広い概念である。日本料理や和食という語には「伝統的な」日本料理という意味合いがあるが、日本国外の日本食レストランで提供される料理には、歴史がある伝統的な日本料理ばかりでなく、鉄板焼き、チキンテリヤキ、カレーライス、かつ丼、ラーメンから、カリフォルニアロールを始めとするアメリカ式巻物類にいたるまで、比較的近年になって日本以外の食文化と融合して出来た料理も含まれる。このため、Japanese restaurantを日本料理店と訳すには違和感があり、自然発生的に日本食レストランという用語が生まれたと思われる。
今や「日本食レストラン」と言っても内容は千差万別で、食材・調理方法・食べ方と料理のボーダーレス時代が到来したと言えよう。
多くの店が寿司を主力メニューにしている。但し、寿司の注文には米国で考案されたカリフォルニアロールなどの巻物も含まれ、日本の伝統的な寿司の一つである握り寿司は限定されることが多い。

## 経緯
日本の高度成長が始まるにつれて、世界各地に日本食レストランが出来始めたが、その客層は現地に進出した日本企業の駐在員、日本人旅行者、現地の日系人に限られていた。1964年にニューヨークに開店したベニハナの鉄板焼きは、アメリカ人をターゲットに定めて成功し、その模倣店が全米に続出したが、鉄板焼きは本来の日本料理ではないことからブームとは呼ばれなかった。
状況が変化したのは、アメリカ人が健康志向になり、ヘルシーな食生活に関心が高まっていた1976年ごろである。1960年代後半にアメリカ寿司ブーム仕掛人・金井紀年により、全米に先立ち寿司バーが開設されたロサンゼルスでは、日本食レストランで寿司を食べることが先端的ライフスタイルとなり、その中心的存在は映画俳優や歌手、弁護士、医者などの高所得者層であった。そのトレンドはたちまちニューヨークに飛び火し、1980年代初めには全米各地に広まって、マスコミが盛んに取り上げるようになり、寿司ブームと呼ばれるようになった。寿司ブームとはいっても、アメリカ人が主に食べたのは、アメリカで考案されたカリフォルニアロールなどの巻物（ロール）であり、その傾向は今でも変わっていない。
ブームを加速させたのは、1977年に連邦政府が発表した食生活改善指導（マクガバンレポート）である。財政赤字縮小のために医療費削減が叫ばれ、連邦政府は脂肪分やコレステロールの摂取を減らし、蛋白質や炭水化物を多くとるよう勧めた。その指導内容はまさに日本の伝統的食生活そのものだったことから日本型食生活が広く注目されるようになった。
米国の寿司ブームは1980年代後半に欧州に伝播し、その後中南米、中近東、アジア、豪州などに広がった。ブームが米国から始まったために、各国とも米国と同様、客の注文は巻物が主体となっている。寿司店にやってくる人々は、寿司ばかりでなく、そのほかの日本食にも興味を示すようになり、寿司ブームは日本食全般のブームに発展した。
現地産の日本酒に飽き足らないアメリカ人は日本産の地酒を飲むようになって、1997年頃から地酒ブームが起きている。地酒ブームはそれに合う料理、特にフュージョン料理のニーズを増やし、日本食メニューのレパートリーを広げる結果をもたらしている。

## 食材の現地生産
日本食ブームの進展は、日本の食材の現地生産を促し、醤油、味噌、豆腐、日本酒、ビールなどが米国や豪州などで生産されるようになり、これらの食品類はアメリカ産のコメとともに欧州など各国に輸出されている。

## 問題点とその是正の動き

### 日本食レストランの運営
海外諸国における日本食レストランの経営者とシェフは、現地の人々が大半を占める。彼らは日本の食文化を知らないため、本来の日本食とはかけ離れた料理を提供する傾向がある。また、日本料理の基本的調理技術に欠けるので、料理の質の低下を招き、衛生上の懸念もある。
こうした点を是正するため、日本の農林水産省は2006年秋、「海外日本食レストラン認証制度」案を発表し、本来の日本食を提供する店を認証（後に「推奨」と変更）して推奨マークを交付しようとしたが、米紙ワシントンポストではスシポリスなどと批判された。そこで、日本食・日本食材の普及・啓蒙を主たる事業とすることに方針を変更し、2007年に農林水産省の外郭組織であるNPO「日本食レストラン海外普及推進機構」を設立し、海外の主だった都市にその支部を発足させている。

### 内需への脅威
日本食ブームにより、もともとは日本の食糧資源が他国に流出する問題が生じている。
水産資源保護
2015年7月、日本国内でサンマが高騰。釧路漁港の初競りでは、1キログラム当たり1万5500円、1尾当たり2300円と過去10年で最高値を記録した。これは中国や台湾による公海での乱獲によるもので、中国は7万トン、台湾は23万トン、日本を抜いて世界一のサンマ漁獲量となった。